# Majuro
Majuro er det politiske og økonomiske center på Marshalløerne, og ligger på atollen med det samme navn, som består af 68 øer, og er en del Ratak-kæden.
Folketællingen i 2011 viste at Majuro havde en befolkning på 27.797. Dette udgjorde 52,3 % af befolkningen i landet.
Atollen har et areal på 9,7 kvadratkilometer og omslutter en lagune på 295 kvadratkilometer. Klimaet er et tropisk passatvindklima med en gennemsnitstemperatur på 27 ° C (81 ° F).

## Historie
Mennesker har boet på atollen i mindst 2.000 år af Austronesere, inklusive forfædrene til nutidige Marshalleser.
Tyskland gjorde Marshalløerne til koloni i 1884. I 1914, under kamphandlingerne i Stillehavet under 1. verdenskrig, tog Japan kontrollen og øerne blev en del af mandatområdet Folkeforbundet som gav Japan ansvaret for at forvalte Marshalløerne efter 1. verdenskrig. Begge lande styrede øerne fra atollen Jaluit.
Japan etablerede en vandflyverbase på atollen. Majuro-atollens dybe lagune var egnet som flådehavn og mod slutningen af anden verdenskrig blev atollen benyttet som flådebase af USA. Atollen blev erobret af amerikanske styrker i slutningen af januar 1944, uden kamp, da japanerne havde evakueret sine styrker. USA tog vandflyvebasen i brug og byggede en flyveplads på land. Det blev først en landingsbane på 1768 meter, og senere en anden på 1341 meter. Et mindre anlæg til støtte for orlogsskibe blev bygget og der blev anlagt veje mellem nogen af øerne i atollen. 4000 evakuerede marshallesere fra andre øer blev flyttet til Majuro. USAs militærbase på Majuro blev nedlagt den 23. juni 1947.
Efter dette blev atollen til administrationscenter for USA´s tilsynsområde i Stillehavet. Stedet voksede fra 1960erne som følge af arbejdsmulighederne den amerikanske tilstedeværelsen gav. Folk flyttede fra andre af øerne til Majuro, hvor omkring halvdelen af landets befolkning var bosat i 1988. I 1958 boede to tredjedele på de ydre øer.
Oprindelig boede folk i landsbyen Laura på den vestlige del af atollen, mens USA etablerede og udbyggede sin virksomhed på den østlige del. Der blev også bygget skoler, sygehus og forretningslokaler. Indtil en ca. 10 km lang vej mellem de to dele blev fuldført i 1970erneet, foregik trafikken mellem dem med båd. Økonomien på Majuro har også vært stimuleret af tilskud som kom som følge af Compact of Free Association mellem Marshalløerne og USA.
1982 blev et kraftværk på 12 mW åbnet. Telekommunikationerne blev i 1990-tallet forbedret af installation af satellittudstyr og fiberoptiske kabler. Havnen bruges til lastning af containere og benyttes af tunfiskeriflåden. Fra 1990 er turismen blevet en del af Majuros erhvervsliv.